# Alfet
Un alfet (inglés antiguo: ālfæt , "cuba de fuego") era un antiguo caldero lleno de agua hirviendo, en el que el acusado debía sumergir el brazo hasta el codo. Su uso era una forma de prueba por ordalía. Luego se ataba el brazo y la mano y se dejaba así durante tres días. Si se descubría que la herida había comenzado a sanar limpiamente, se consideraba inocente a la persona. Sin embargo, si la escaldadura estaba infectada o no sanaba, la víctima era considerada culpable. También se utilizaba para purgar.